# 標題
| ウィキペディアには「標題」という見出しの百科事典記事はありません（タイトルに「標題」を含むページの一覧/「標題」で始まるページの一覧）。 代わりにウィクショナリーのページ「標題」が役に立つかもしれません。 |